# Gerd Dembowski
Gerd Dembowski (* 1972 in Recklinghausen) ist ein deutscher Sozialwissenschaftler, Autor und Ausstellungsmacher. Seit 2014 arbeitet er für die FIFA, wo er Senior Diversity & Anti-Discrimination Manager ist.

## Leben
Als Arbeiterkind von Spätaussiedlern aus dem polnischen Giżycko studierte er von 1993 bis 1998 Sozialwissenschaften und Pädagogik an der Gerhard-Mercator-Universität-GH in Duisburg. Ab 2009 war er Promotionsstipendiat der Hans-Böckler-Stiftung mit einem Promotionsprojekt bei Gunter Gebauer und Christoph Wulf an der Freien Universität Berlin zu Diskriminierung und Antidiskriminierung im englischen und deutschen Fußball. Ab September 2012 arbeitete Dembowski für die Kompetenzgruppe Fankulturen und Sport bezogene Soziale Arbeit (KoFaS) am Institut für Sportwissenschaft der Leibniz Universität Hannover. Seit 2013 ist er Mitglied der AG Antidiskriminierung beim DFB. Er lebt in Berlin. Im Oktober 2014 begann er seine Tätigkeit als Corporate Social Responsibility Programme Manager beim Fußball-Weltverband FIFA in Zürich. Dembowski ist berufenes Mitglied der Deutschen Akademie für Fußball-Kultur.

## Wirken

### Erste Aktivitäten in Fanszenen
Dembowski wirkte neben Dieter Bott im ersten Duisburger Fanprojekt mit, organisierte 1996 mit ihm das erste Fußball-Fanzine-Festival im Salvador-Allende-Haus in Oer-Erkenschwick und gab das MSV-Duisburg-nahe Fanzine „Blutgrätsche“ mit heraus. 1996 wurde er für mehrere Jahre Bundessprecher des Bündnisses Aktiver Fußballfans (BAFF), war maßgeblich an der Organisation der bundesweiten Fankongresse von 1997 bis 1999 beteiligt. 1998–2000 war Dembowski im zweiten Fanprojekt Duisburg e.V. angestellt und entwickelte dort Botts Ansatz der jugendpolitisch-strukturellen Sozialarbeit weiter, der ein lebensweltorientiertes Empowerment von jugendlichen und jungerwachsenen Fußballfans zum Inhalt hat. Dies wurde 1998 auch Thema seiner Diplomarbeit. 1998 war er im sozialpädagogischen WM-Team der Koordinationsstelle Fanprojekte (KOS) und gab in Frankreich das Fan-Magazin „AlleZmagne“ mit heraus.

### Wander-Ausstellung Tatort Stadion
Ende 1999 zog Dembowski nach Berlin und kuratierte für BAFF und das Netzwerk Football Against Racism in Europe (FARE) die sozialhistorische Wanderausstellung und Antidiskriminierungskampagne „Tatort Stadion. Rassismus und Diskriminierung im Fußball“, die bis 2006 über einhundertmal gezeigt wurde. Auch an ihrem Nachfolger „Tatort Stadion 2“, die ab 2010 durch Deutschland und Österreich tourte, war er beteiligt.
Nach der Eröffnung 2001 löste „Tatort Stadion“ einen Eklat aus, da sie nicht nur Diskriminierung in Fanreihen verortete, sondern auch schaute, wo z. B. der damalige DFB-Präsident Gerhard Mayer-Vorfelder sich diskriminierend äußerte und gehandelt hatte. Der DFB zog zugesagte Gelder zurück und rief mit der Deutschen Fußball Liga (DFL) seine Vereine dazu auf, die Ausstellung nicht zu unterstützen. Langfristig betrachtet, hat die öffentliche Debatte und Gremienarbeit, die „Tatort Stadion“ 2001 anschob, erheblich zu einer Öffnung des Fußballs in Sachen Antidiskriminierung beigetragen. 2001 war Dembowski dabei, als BAFF für „Tatort Stadion“ den Titel „Botschafter für Toleranz“ des Bündnisses für Demokratie und Toleranz erhielt. Die Wanderausstellung war auch Teil des Programmes von FARE, das 2002 den „Free Your Mind“-Preis des Musik-TV-Senders MTV bekam. 2003 folgte der Jean-Kahn-Preis des European Monitoring Centers on Racism and Xenophobia (EUMC).

### Weitere Ausstellungen
2003 kuratierte Dembowski in Basel die Kunstausstellung „Kultort Stadion“ für Littmann Kulturprojekte im Gundeldinger Feld mit. „Kultort Stadion“ war Ende 2004 auch in der Zeche Zollverein in Essen und 2008 im Sala de la Obra Social Caja Madrid in Barcelona zu sehen. 2006 arbeitete Dembowski ebenso an der Ausstellung „Heimspiel. Standort – Sport – Spektakel“ in der Neuen Gesellschaft für Bildende Kunst (NBGK) in Berlin, ein kritischer Agitprop-Kommentar zur Fußball-Weltmeisterschaft 2006 in Deutschland. Im gleichen Jahr trug er Exponate zur Ausstellung „You'll Never Walk Alone. Fußball und Fankultur“ die Thomas Edlinger im O.K. Centrum für Gegenwartskunst in Linz zusammenstellte. 2006 begann die von Dembowski mit der Projektgruppe Flutlicht gestaltete Wanderausstellung „BallArbeit. Szenen aus Fußball und Migration“ durch Deutschland zu touren. Sie gewann 2006 die Herbert-Wehner-Medaille der Gewerkschaft ver.di.

### Für Football Against Racism in Europe
Von 2000 bis 2007 half Dembowski hauptamtlich mit, FARE als anerkanntes Netzwerk – auch bei UEFA und FIFA – zu etablieren. 2001 sprach er beim FIFA-Kongress in Buenos Aires/Argentinien und half, die spätere FIFA-Agenda gegen Rassismus mit auf den Weg zu bringen. Im gleichen Jahr war er Projektleiter des deutschen Aktionsprogramms von FARE, als FARE den „UEFA Charity Cheque“ überreicht bekam. Bei FARE war er auch an der Entwicklung der ersten UEFA-Konferenzen „Unite Against Racism“ beim Londoner Chelsea FC 2003 und beim FC Barcelona 2006 beteiligt, mit denen die UEFA den Kampf gegen Rassismus, Antisemitismus, Antiziganismus und Homophobie langzeitig auf ihre Agenda setzte. Auch am antidiskriminierenden FARE-Begleitprogramm zur Fußball-Europameisterschaft 2004 in Portugal sowie zur WM 2006 in Deutschland war er beteiligt.

### Gremienarbeit und Lehraufträge
2007 saß er für die Projektgruppe Flutlicht und FARE in der DFB-Task-Force-AG gegen Diskriminierung, ab 2008 als Sozialwissenschaftler in der AG Fandialog des DFB und der DFL. Als berufenes Mitglied der Deutschen Akademie für Fußballkultur fungierte er 2007 in der Jury des Akademiepreises „Lernanstoß“. Im gleichen Jahr wurde sein „Fußball vs. Countrymusik“ zum Fußballbuch des Jahres nominiert. Nach „Soziale Interventionen mit Fußballfans“ an der Katholischen Hochschule für Sozialwesen 2006 in Berlin folgten 2010 Lehraufträge an der Hochschule für Angewandte Wissenschaften in Hamburg, an der Georg-August-Universität Göttingen und wieder an der Katholischen Hochschule für Sozialwesen in Berlin.

### Veröffentlichungen und Lesereisen
Nicht nur seine antidiskriminierende Projektarbeit begleitet er stets mit Buchbeiträgen und Gastartikeln in Tageszeitungen und Fußball-Magazinen, auch zu Poststrukturalismus und linksalternativen Themen, zu Popkultur und Subversion arbeitet er und bringt sich vor Ort ein. 1996 hospitierte er für George Taboris Stück „Mutters Courage“ am Theater Oberhausen bei Helmut Postel. Dembowski kolumnierte für die „Tageszeitung - TAZ“ („Die randigste Randsportart“), für das St.-Pauli-Fanmagazin „Der Übersteiger“ sowie das österreichische Fußballmagazin „Ballesterer“ („Aus dem Fanexil“).
Dembowski organisiert seit 2000 literarische Spoken-Word-Performances und trat u. a. mit Wiglaf Droste, Fritz Tietz, Markus Flohr, Marvin Chlada, Thomas Ernst, Thomas Brussig, Ghost Mice, Paul Baribeau, Spoonboy, atomiclily und der österreichischen Künstlergruppe monochrom auf. Hinzu kommen seine unzähligen Vorträge, Workshops und Podiumsteilnahmen, in denen er über Diskriminierung, Nationalismen, Migration/Integration, Kommerzialisierung und Repression im Fußball europaweit auftritt. 2001 sprach er z. B. auch für FARE beim FIFA-Weltkongress in Buenos Aires/Argentinien, 2006 bei der Friedrich-Ebert-Stiftung in Sao Paulo/Brasilien und 2008 an der Universität Wien.
Von 2006 bis 2010 lebte und arbeitete er nicht nur in Berlin, sondern auch häufig im südenglischen Brighton, im Dorf Corrie auf der schottischen Insel Arran und unterwegs. In diese Zeit fällt auch der Start seines Engagements für US-amerikanische „Do it yourself“-Szenen rund um Punk, Alternative Country, Riot-Folk und Folk-Punk – besonders für das Label Plan-It-X seines Freundes Chris Clavin. 2008 tourte er im Vorprogramm und als Co-Sänger mit Kinderinstrumenten mit der US-amerikanischen Folkpunk-Band Ghost Mice durch England, Polen und Deutschland. 2009 folgte seine ausgedehnte „Cold-Water“-Lesereise mit der Punkband Imperial Can und dem „Up the Puppets-Theater“ in den USA. 2010 trat er beim Plan-It-X-Festival in Bloomington, Indiana auf. Dembowskis literarisches, satirisches Programm nennt er „Riot-Lesung“, eine Mischung aus Lesung, Gesang und Spielzeuggeräuschen. Im Oktober 2011 startete er das viermonatlich erscheinende LitZine namens Ground Scores.

## Werke
Als Herausgeber
- Das Foucaultsche Labyrinth. Eine Einführung. Zus. mit Marvin Chlada. Alibri, Aschaffenburg 2002, ISBN 3-932710-32-0 (sowie Commercial Press: 2. Auflage. Peking 2011.)
- Tatort Stadion. Rassismus, Antisemitismus und Sexismus im Fußball. Zus. mit Jürgen Scheidle. Papyrossa, Köln 2002, ISBN 3-89438-238-4.
- Ballbesitz ist Diebstahl. Fans zwischen Kultur und Kommerz. Zus. mit Bündnis Aktiver Fußballfans. Die Werkstatt, Göttingen 2003, ISBN 3-89533-430-8.
- Heimspiel. Sport – Standort – Spektakel. Zus. mit AG Heimspiel und Neue Gesellschaft für Bildende Kunst. NGBK, Berlin 2005, ISBN 3-938515-02-3.
- Der Ball ist bunt: Fußball, Migration und die Vielfalt der Identitäten in Deutschland. Zus. mit Diethelm Blecking. Brandes & Apsel, Frankfurt a. M. 2010, ISBN 978-3-86099-614-0.

Bücher
- Ball & Birne. Zur Kritik der herrschenden Fußballkultur. Zus. mit Dieter Bott, Marvin Chlada. VSA, Hamburg 1998.
- Das zerbrochene Fenster. Hools und Nazi-Skins zwischen Gewalt, Repression, Konsumterror und Sozialfeuerwehr. Zus. mit Andreas Buderus, Jürgen Scheidle. Pahl-Rugenstein Nachfolger, Bonn 2001, ISBN 3-89144-285-8.
- Die neuen Heiligen, Band I und II. Zus. mit Marvin Chlada. Alibri, Aschaffenburg 2001, ISBN 3-932710-27-4 und ISBN 3-932710-35-5.
- Im Revier der Zebras. Die Geschichte des MSV Duisburg. Zus. mit Dirk Piesczek, Jörg Riederer. Die Werkstatt, Göttingen 2001, ISBN 3-89533-307-7.
- Alles Pop? Kapitalismus und Subversion. Zus. mit Marvin Chlada, Deniz Ünlü. Alibri, Aschaffenburg 2003, ISBN 3-932710-48-7.
- Fußball vs. Countrymusik. Essays, Satiren und Antifolk. Papyrossa, Köln 2007, ISBN 978-3-89438-369-5.
- A Tiny Taste of Freedom (feat. Atomic Lily). Secret Sailor Books, Bloomington, IN 2014, ISBN 978-0-9848829-8-4.

Buchbeiträge
- "Um mein Geschreibsel in diese miese Welt zu setzen". Fußball und Fanzines. In: Uwe Husslein/Ralf Bornowski (Hrsg.): Fandom Research. Reader und Index zu deutschsprachigen Fanzines. Ventil, Mainz 1997, ISBN 3-930559-38-2.
- Jugendpolitische Einmischungen gegen Rassismus. In: Thomas Schneider, Michael Gabriel, Gerlinde Schrapel (Hrsg.): KOSMOS 2: Kontrollierte Offensive – Texte zum Selbstverständnis der Fan-Projekte. Edition KOS, Frankfurt a. M./Offenbach 1998, ISBN 3-89152-583-4.
- Der Fall Brighton. Zus. mit Hardy Grüne. In: Arndt Aschenbeck: Fußballfans im Abseits. Agon, Kassel 1998, ISBN 3-89784-130-4.
- Zum Fußball als Männersache. Plädoyer für die bewusste Entdeckung der Männlichkeit in der auffälligen, jugendlichen Fanszene. In: Neue Praxis – Zeitschrift für Sozialarbeit, Sozialpädagogik und Sozialpolitik. 30. Jg., Heft 2, Luchterhand, Neuwied 2000, ISSN 0342-9857.
- Und täglich drückt der Fußballschuh. Ausgewählte Standardsituationen. In: Torsten Fremer, Marcus S. Kleiner, Holger Oswald (Hrsg.): Quadratur – Kulturbuch: Sportwelten. Heft 3, FKO, Duisburg/Köln 2000, ISSN 1437-5591.
- Kicken ist Männersache. Erfahrungen aus der Fußballprovinz. In: Marvin Chlada, Jochen Zimmer (Hrsg.): Kritische Theorie in der Provinz. Trikont, Duisburg 2001, ISBN 3-88974-105-3.
- Kritische Sozialwissenschaft als Folklore. Abgründe der Duisburger Fanprojekt-Arbeit. In: Marvin Chlada, Jochen Zimmer (Hrsg.): Kritische Theorie in der Provinz. Trikont, Duisburg 20o1, ISBN 3-88974-105-3.
- Tatort Stadion. Eine Ausstellung zeigt Fußball als Bühne für rechtes Gedankengut. In: Hochschule für Angewandte Wissenschaften (Hrsg.) Standpunkt: Sozial. Hamburger Forum für Soziale Arbeit. Heft 1, Hamburg 2002, ISSN 0937-5791.
- Pixelhaufen mit Titten. Die perfektionierte Zeitwäsche durch Lara Croft. In: Marvin Chlada, Wolfgang Haible: Lara Croft, ein Mythos wird dekonstruiert. Trikont Duisburg, Duisburg 2002, ISBN 3-87975-711-9.
- Schwanengans. In: Elffriede: Leutezeichnungen. Edition Monochrom, Wien 2002, ISBN 3-9500731-3-2.
- Von Gorillas und Blockräumungen. Seit je her protestieren Fans. In: Bündnis Aktiver Fußballfans (Hrsg.): Die 100 „schönsten“ Schikanen gegen Fußballfans - Repression und Willkür rund ums Stadion. Trotzdem, Grafenau 2004, ISBN 3-931786-35-8.
- Freiheit am Horizont – Querpässe mit Johnny Cash. In: Christoph Ruf (Hrsg.): Die Untoten vom Millerntor. Der Selbstmord des FC St. Pauli und dessen lebendige Fans. Papyrossa, Köln 2004, ISBN 3-89438-310-0.
- Warum Country? Nachdenken über entschleunigende Landfluchten in der Großstadtwüste. In: Uwe Altrock, Simon Güntner u. a. (Hrsg.): Landliebe – Landleben. Ländlicher Raum im Spiegel von Sozialwissenschaften und Planungstheorie. Altrock, Berlin 2005, ISBN 3-937735-03-8.
- Zwischen Flutlicht und Meer. In: Fanladen St. Pauli (Hrsg.): „So leicht werdet ihr uns nicht los!“ 15 Jahre Fanladen St. Pauli – 20 Jahre Fanpolitik im Stadion. Selbstverlag, Hamburg 2005, ISBN 3-00-016101-5.
- Nationalismus mit Schuss – Jetzt plätten wir die Letten. Zus. mit Dieter Bott. In: Stefan Gillich (Hrsg.): Ausgegrenzt & abgeschoben. Streetwork als Chance. Triga, Gelnhausen 2005, ISBN 3-89774-411-2.
- Stichworte zu Fußball, Männlichkeit, deutschem Nationalismus und Herrschaft. Zus. mit Dieter Bott. In: Georg Spitaler, Eva Kreisky (Hrsg.): Arena der Männlichkeit. Über das Verhältnis von Fußball und Geschlecht. Campus, Frankfurt a. M. 2006, ISBN 3-593-38021-8.
- Rassismus: Brennglas Fußball. In: Wilhelm Heitmeyer (Hrsg.): Deutsche Zustände. Folge 5, Suhrkamp, Frankfurt a. M. 2007, ISBN 978-3-518-12484-0.
- Zur Rolle von Fußballfans im Engagement gegen Rassismus und Diskriminierung. In: Michaela Glaser, Gabi Elverich (Hrsg.): Rechtsextremismus, Fremdenfeindlichkeit und Rassismus im Fußball. Erfahrungen und Perspektiven der Prävention. Deutsches Jugendinstitut, Halle 2008, ISBN 978-3-935701-24-2. (online) (PDF; 9,9 MB).
- Tatort Stadion – Politische Bildung auf neuen Wegen. In: Praxis Politische Bildung. Materialien – Analysen – Diskussionen. 13. Jg., 3. Vj., Heft 3, Juventa, Weinheim 2009, ISSN 1433-4755.
- Wie weich ist deutscher Nationalismus? In: AG Nationalismuskritik (Hrsg.): Irrsinn der Normalität. Aspekte der Reartikulation des deutschen Nationalismus. 2. Auflage. Westfälisches Dampfboot, Münster 2010, ISBN 978-3-89691-779-9.
- Interview mit Gerd Dembowski zu Politik und Fußball. In: AK Wantok (Hrsg.): Perspektiven autonomer Politik. Unrast, Münster 2010, ISBN 978-3-89771-500-4.
- Die wollen doch nur spielen. Fußballfanszenen und Fußballvereine als Andockpunkte für neonazistische Einflussnahme im ländlichen Raum. Zus. mit Martin Endemann. In: Friedrich Burschel (Hrsg.): Stadt – Land – Rechts. Brauner Alltag in der deutschen Provinz. Dietz, Berlin 2010, ISBN 978-3-320-02201-3. (online) (PDF; 858 kB).
- Red Rice in Middlesbrough: The Axis of Evil as a Four-Man-Defense Line. In: Kuhn, Gabriel (Hrsg.): Soccer vs. The State. Tackling Football and Radical Politics. PM Press, Oakland, CA 2011, ISBN 978-1-60486-053-5.
- The Most Important Referee in the World. Remembering John Blankenstein. In: Kuhn, Gabriel (Hrsg.): Soccer vs. The State. Tackling Football and Radical Politics. PM Press, Oakland, CA 2011, ISBN 978-1-60486-053-5
- Gilles Deleuze als Souffleur. Die Müller-Maschine dockt an. In: Marvin Chlada (Hrsg.): Das Universum des Gilles Deleuze. Eine Einführung. 2. Auflage. Alibri, Aschaffenburg 2011, ISBN 978-3-86569-022-7.
- "Ich hab' ja nichts gegen Schwule, aber...". Stichworte zur Modernisierung von hegemonialen Männlichkeiten im deutschen Fußball. In: Faninitiative Innsbruck (Hrsg.): Fußball ohne Vorurteile. Begleitband zur Ausstellung Tatort Stadion, Selbstverlag, Innsbruck 2011, ISBN 978-3-200-02472-4.
- Eine notwendige Erfindung des Selbst. Anmerkungen zur Identitätsbildung von Ultras als individualisierte Gemeinschaften. In: Martin Thein/Jannis Linkelmann (Hrsg.): Ultras im Abseits? Portrait einer verwegenen Jugendkultur. Die Werkstatt, Göttingen 2012, ISBN 978-389533-847-2.
- Ein Leitbild erfinden. Zur Identitätsbildung bei Ultras als Fußballfangruppierungen zwischen Kultur und Kommerz. In: Klaus-Jürgen Bruder/Christoph Bialluch/Benjamin Lemke (Hrsg.): Sozialpsychologie des Kapitalismus – heute. Zur Aktualität Peter Brückners. Psychosozial, Gießen 2013. ISBN 978-3-8379-2226-4.